# Nancy Scheper-Hughes
Nancy Scheper-Hughes (née en 1944) est anthropologue, éducatrice et auteure. Elle est professeur émérite d'anthropologie et directrice et cofondatrice (avec Margaret Lock) du programme de doctorat en anthropologie médicale critique à l'université de Californie à Berkeley.
Elle est connue pour ses écrits sur l'anthropologie du corps, la faim, la maladie, la médecine, la maternité, la psychiatrie, la psychose, la  souffrance sociale, la violence et le génocide, les escadrons de la mort et la traite des êtres humains.
Nancy Scheper-Hughes est l'auteure de plusieurs ouvrages, dont Death Without Weeping: the Violence of Everyday Life in Brazil (UC Press), Saints, Scholars and Schizophrenics: Mental Illness in Ireland (UC Press, en trois éditions), Commodifying Bodies (UK Sage) avec Loïc Wacquant, Violence in War and Peace (Wiley-Blackwell) avec Philippe Bourgois et Violence in the Urban Margins (Oxford University Press), avec Philippe Bourgois et J. Auyero.
Nancy Scheper-Hughes a mené des travaux anthropologiques sur le terrain au Brésil, dans la région Nord-Est, ainsi qu'en Argentine, en Israël, en Afrique du Sud, en Moldavie, aux Philippines et aux États-Unis. En tant que directrice fondatrice d'Organs Watch, elle est consultante sur le trafic d'organes humains pour l'Union européenne, Interpol, les Nations unies et le Vatican. Elle a témoigné (pro bono) dans plusieurs poursuites contre des trafiquants d'êtres humains. Elle a été témoin du trafic d'organes qui amenait des patients israéliens souffrant de reins d'Israël, d'Europe et de New York à Durban, en Afrique du Sud, ainsi que des « vendeurs de reins » issus des communautés pauvres de Recife. Ses enquêtes sur un réseau international de courtiers et leurs vendeurs d'organes vivants ont conduit à un certain nombre d'arrestations par le FBI ,.

## Biographie
Nancy Scheper-Hughes naît à New York (État de New York). Elle fait ses études au Queens College, puis à l'université de Californie à Berkeley, où elle obtient sa licence en sciences sociales en 1970 et son doctorat en anthropologie en 1976. Elle est chercheuse postdoctorale au National Institute of Mental Health (NIMH) du Laboratoire de développement humain de l'Université Harvard, de 1979 à 1980. Elle est mariée à Morgan Scheper-Hughes.

## Carrière
Le premier livre de Nancy Scheper-Hughes, Saints, Scholars and Schizophrenics: Mental Illness in Rural Ireland (1979), est une étude sur la folie chez les agriculteurs célibataires et a remporté le prix Margaret Mead de la Society for Applied Anthropology en 1980. Le livre a établi la capacité de Scheper-Hughes à provoquer la controverse à travers ses écrits. En Irlande notamment, de nombreux lecteurs ont été offensés par son portrait de la désintégration de la vie familiale rurale irlandaise en raison de l'effondrement de l'économie agraire. Dans l'édition du 20e anniversaire du livre, Nancy Scheper-Hughes a fourni une mise à jour sur les transitions que traversait la communauté au moment de sa recherche initiale. Elle a également discuté des défis et de l'éthique de l'ethnographie, des questions qui sont mises en avant à mesure que les anthropologues travaillent de plus en plus dans des communautés qui peuvent lire et critiquer leur travail.
Dans son livre suivant, Death without Weeping: The Violence of Everyday life in Brazil [Mort sans pleurer : la violence de la vie quotidienne au Brésil] (1993), elle évoque la violence entre mères refusant de s'occuper de leurs enfants malades. Son œuvre a suscité de nombreuses critiques, tant au Brésil qu'à l'étranger, en raison de sa représentation de femmes forcées par des circonstances horribles à rationner leur amour et leur faveur envers les nourrissons et les tout-petits qui semblaient avoir les meilleures chances de survie, et (encore plus controversé) sa description de mères « collaborant » et « accélérant » la mort de nourrissons considérés comme dépourvus de volonté (desejo), de talent (jeito) ou de goût (gosto) pour la vie.
En plus de ses monographies complètes, Nancy Scheper-Hughes a publié sur le SIDA / VIH au Brésil et à Cuba, les droits de l'homme, les escadrons de la mort, l'apartheid et la violence dans les bidonvilles en Afrique du Sud, et les abus sexuels dans l'Église catholique, inventant ou popularisant des termes tels que « corps conscient » (1987, avec Margaret Lock), « économie politique des émotions » (1993), « éthique du bateau de sauvetage » (1993), « néo-cannibalisme » (2001), « citoyenneté sexuelle » (1994), « continuum génocidaire », « anthropologie militante » et anthropologie « les pieds sur terre » (1995). L'un des thèmes centraux qui unissent les recherches de Nancy Scheper-Hughes est la manière dont la violence finit par marquer les corps des personnes vulnérables, pauvres et défavorisées d'une intimité terrifiante.
En plus de ses propres recherches originales, elle a contribué à diffuser les travaux de chercheurs tels que le psychiatre radical italien Franco Basaglia, l'éducateur brésilien Paulo Freire et le médecin et écologiste radical brésilien Josué de Castro.

## Intérêts particuliers
Anthropologie médicale critique, violence, génocide, inégalités, marginalité, enfance, famille, psychiatrie, désinstitutionnalisation, éthique médicale, éthique du travail de terrain, médecine de la mondialisation, maladie sociale/politique, sida, Irlande, Brésil, Cuba.

## Activisme international
Nancy Scheper-Hughes a servi comme volontaire du Corps de la paix au Brésil dans les années 1960. Elle a travaillé comme militante et avec des mouvements sociaux au Brésil (pour la défense des travailleurs ruraux, contre les escadrons de la mort et pour les droits des enfants des rues) aux États-Unis (en tant que militante des droits civiques et en tant que travailleuse catholique pour les sans-abris malades mentaux, contre la recherche sur les armes nucléaires au Lawrence Livermore National Laboratory) et au niveau international pour la défense des droits de ceux qui vendent leurs reins.
En 1999, Nancy Scheper-Hughes s'est associée à trois autres professeurs pour lancer Organs Watch, une organisation destinée à la recherche sur le trafic mondial d'organes humains, suivant les mouvements de personnes et d'organes à travers le monde, ainsi que les inégalités mondiales qui facilitent ce commerce.
En octobre 2008, elle est apparue dans l'émission HARDtalk de la BBC  exprimant sa ferme opposition à l'achat et à la vente libres et ouverts d'organes, même s'il existait une surveillance gouvernementale par le biais de la réglementation. Elle a choisi cette position parce qu'elle estime que cela finira par corrompre l'ensemble du secteur en raison de l'inévitabilité des courtiers qui s'efforceront de satisfaire les demandes des acheteurs fortunés en matière de donateurs de meilleure qualité. Elle s'oppose au programme de don d'organes réglementé du gouvernement iranien, qui implique des récompenses en espèces, et prédit qu'il échouera. Sa préférence va aux dons volontaires et gratuits de la famille ou des amis. Elle a qualifié les efforts des patients en attente d'une transplantation d'organe pour sauver leur vie en achetant un organe de remplacement à un volontaire comme étant simplement « une nouvelle forme de fétichisme de la marchandise » :198. Elle déplore le fait que pour les patients mourants en attente d'une greffe, « dans le contexte postmoderne orienté vers la consommation, l'ancienne prescription de vertu dans la souffrance et de grâce dans la mort ne peut qu'apparaître manifestement absurde » :200. Elle recommande plutôt de réduire les listes d'attente, désormais extrêmement longues, pour les transplantations d'organes en remettant en question « les droits des nourrissons et des personnes de plus de 70 ans à figurer sur la liste d'attente » :201.
En 2010, Nancy Scheper-Hughes soutenait déjà une compensation légale pour les dons d'organes. Elle dit également que des compensations sont déjà versées dans le sens « don't ask, don't tell ». Derrière cela se cache le désespoir dû au manque de dons d'organes.
Dans les années 2000, Nancy Scheper-Hughes enquête sur un réseau international de vendeurs d'organes basé à New York, dans le New Jersey et en Israël. Elle a interrogé plusieurs centaines de donneurs d'organes du tiers monde et a indiqué qu'ils avaient tous le sentiment d'avoir été exploités et qu'ils étaient souvent malades, incapables de travailler et de recevoir des soins médicaux. Certains d'entre eux ont été trompés en faisant don de leurs organes et menacés sous la menace d'une arme lorsqu'ils tentaient de résister. Certaines transplantations ont eu lieu dans les principaux hôpitaux de New York et Nancy Scheper-Hughes a déclaré que le personnel de l'hôpital savait que des transplantations illégales avaient lieu. Elle a informé le FBI, ce qui a conduit à des arrestations plusieurs années plus tard,.

## Prix et reconnaissances
Le premier livre de Nancy Scheper-Hughes, Saints, Scholars and Schizophrenics: Mental Illness in Rural Ireland (1979), une étude sur la folie chez les agriculteurs célibataires, a remporté le prix Margaret Mead de la Society for Applied Anthropology en 1980.
En avril 2007, Nancy Scheper-Hughes reçoit le premier prix Berkeley William Sloane Coffin Jr.. Ce prix récompense le leadership moral parmi les membres de la communauté de l'Université de Californie à Berkeley. Le prix porte le nom de William Sloane Coffin, aumônier à l'Université Yale, militant du  mouvement des droits civiques et du mouvement pour la paix.

## Publications choisies

### Livres
- 2003 Commodifying Bodies. Co-edited with Loïc Wacquant. London: Sage Publications. Series in Theory, Culture, and Society.
- 2001 Saints, Scholars and Schizophrenics Berkeley: University of California Press. 20th Anniversary edition. Expanded and updated with new preface and epilogue
- 1999 Small Wars: The Cultural Politics of Childhood. Co-edited with Carolyn Sargent. Berkeley: University of California Press.
- 1993 Death without Weeping: The Violence of Everyday Life in Brazil. Berkeley: University of California Press. (Second edition, paperback).
- 1979 Saints, Scholars and Schizophrenics: Mental Illness in Rural Ireland. Berkeley: University of California Press.